# Nepetalakton
Nepetalakton – organiczny związek chemiczny z grupy monoterpenów typu irydoidów. Występuje w olejkach eterycznych zawartych w kocimiętce (Nepeta cataria). Produkt naturalny jest mieszaniną głównie diastereoizomerów cis-trans (75%) i trans-cis (25%). Izomer mniejszościowy jest naturalnym atraktantem dla kotów. Stosowany jest też jako składnik repelentów przeciw owadom, przy czym izomer trans-cis jest efektywniejszy przeciw karaluchom, natomiast wobec komarów oba izomery są równie skuteczne. 